# 잔니 베르사체

잔니 베르사체

잔니 베르사체(이탈리아어: Gianni Versace, Commendatore OMRI, 1946년 12월 2일 ~ 1997년 7월 15일)는 이탈리아의 패션 디자이너이다.
화려하고 예술적인 디자인으로 슈퍼모델 붐의 주된 역할을 하는 등 시대의 큰 흐름을 견인했다는 평가를 받았다. 현재까지 많은 미술관에서 베르사체 회고전이 열리고 있다.

## 서훈
- 1986년 이탈리아 공화국 공로 훈장 3등급(Commendatore OMRI)